# Ferdi Kadıoğlu
Ferdi Erenay Kadıoğlu (phát âm tiếng Thổ Nhĩ Kỳ: [fæɾˈdi eɾeˈnaj kaˈdɯoːɫu], sinh ngày 7 tháng 10 năm 1999) là một cầu thủ bóng đá chuyên nghiệp hiện đang thi đấu ở vị trí hậu vệ cánh, tiền vệ hoặc tiền vệ cánh cho câu lạc bộ Brighton & Hove Albion tại Premier League. Sinh ra ở Hà Lan, anh thi đấu trong màu áo Đội tuyển bóng đá quốc gia Thổ Nhĩ Kỳ.

## Thời niên thiếu
Ferdi Kadıoğlu sinh ngày 7 tháng 10 năm 1999 tại Arnhem, Hà Lan. Mẹ anh sinh ra ở Canada và đến Hà Lan khi bà mới một tuổi. Cha anh đến từ tỉnh Trabzon ở Biển Đen ở Thổ Nhĩ Kỳ và đến Hà Lan cùng gia đình lúc 7 tuổi. Anh có một chị gái sinh ra ở Arnhem và chuyển đến Nijmegen trong thời thơ ấu. Anh mang quốc tịch Thổ Nhĩ Kỳ và Hà Lan. Bất chấp nguồn gốc của cha anh và mặc dù anh đã chơi ở giải Süper Lig của Thổ Nhĩ Kỳ từ năm 2018, anh nói được rất ít tiếng Thổ Nhĩ Kỳ. Anh nói được tiếng Anh cũng như tiếng Hà Lan.

## Sự nghiệp câu lạc bộ

### Những năm đầu ở Hà Lan
Ferdi Kadıoğlu bắt đầu chơi bóng lúc 4 tuổi ở Arnhem cho AZ 2000. Mặc dù ở Hà Lan, người ta chỉ được phép tham gia một câu lạc bộ khi mới 5 tuổi, nhưng anh vẫn được chấp nhận bất chấp tuổi tác vì cha anh nói rằng con trai ông mới 5 tuổi. Anh chuyển đến học viện thanh thiếu niên của NEC Nijmegen thông qua ESA Rijkerswoerd. Vào tháng 7 năm 2016, Kadıoğlu ký hợp đồng chuyên nghiệp đầu tiên với NEC.

## Sự nghiệp quốc tế
Kadıoğlu sinh ra tại Hà Lan, có cha là người Thổ Nhĩ Kỳ và mẹ là người Canada gốc Hà Lan. Do đó, anh đủ điều kiện để đại diện cho Thổ Nhĩ Kỳ, Hà Lan và Canada trên đấu trường quốc tế. Anh từng là cầu thủ trẻ quốc tế của Hà Lan.
Vào tháng 3 năm 2021, Kadıoğlu được triệu tập vào đội hình U-21 Hà Lan tham dự Giải vô địch U-21 châu Âu. Vào ngày 12 tháng 11 năm 2021, huấn luyện viên Stefan Kuntz của Thổ Nhĩ Kỳ tiết lộ rằng ông mong đợi Kadıoğlu đưa ra quyết định về tương lai quốc tế của mình vào tháng 3 năm 2022.
Vào ngày 3 tháng 1 năm 2022, câu lạc bộ Fenerbahçe của anh thông báo rằng anh đã chọn đại diện cho đội tuyển bóng đá quốc gia Thổ Nhĩ Kỳ.
Vào ngày 4 tháng 6 năm 2022, anh chơi trận ra mắt đội tuyển Thổ Nhĩ Kỳ khi có mặt trong đội hình xuất phát trong trận chiến thắng 4–0 trước Quần đảo Faroe tại UEFA Nations League. Vào ngày 18 tháng 11 năm 2023, Kadıoğlu ghi bàn thắng đầu tiên cho Thổ Nhĩ Kỳ trong chiến thắng 3–2 trong trận giao hữu với Đức tại Berlin khi dứt điểm vào lưới thủ môn Đức Kevin Trapp.
Vào ngày 12 tháng 6 năm 2024, Kadıoğlu được huấn luyện viên Vincenzo Montella điền tên vào danh sách 26 cầu thủ tham dự Euro 2024, nơi Thổ Nhĩ Kỳ đã có một hành trình bất ngờ cho đến khi nhận thất bại ở tứ kết trước Hà Lan.

## Thống kê sự nghiệp

### Câu lạc bộ
Tính đến 27 tháng 8 năm 2024
| Câu lạc bộ             | Mùa giải            | Giải vô địch        | Giải vô địch | Giải vô địch | Cúp quốc gia | Cúp quốc gia | Cúp Liên đoàn | Cúp Liên đoàn | Châu lục | Châu lục | Tổng cộng | Tổng cộng |
| Câu lạc bộ             | Mùa giải            | Hạng đấu            | Trận         | Bàn          | Trận         | Bàn          | Trận          | Bàn           | Trận     | Bàn      | Trận      | Bàn       |
| ---------------------- | ------------------- | ------------------- | ------------ | ------------ | ------------ | ------------ | ------------- | ------------- | -------- | -------- | --------- | --------- |
| NEC                    | 2016–17             | Eredivisie          | 27           | 4            | 4            | 0            | —             | —             | —        | —        | 31        | 4         |
| NEC                    | 2017–18             | Eerste Divisie      | 34           | 7            | 5            | 1            | —             | —             | —        | —        | 39        | 8         |
| NEC                    | Tổng cộng           | Tổng cộng           | 61           | 11           | 9            | 1            | 0             | 0             | 0        | 0        | 70        | 12        |
| Fenerbahçe             | 2018–19             | Süper Lig           | 0            | 0            | 1            | 0            | —             | —             | 0        | 0        | 1         | 0         |
| Fenerbahçe             | 2019–20             | Süper Lig           | 23           | 4            | 8            | 2            | —             | —             | —        | —        | 31        | 6         |
| Fenerbahçe             | 2020–21             | Süper Lig           | 26           | 1            | 4            | 0            | —             | —             | —        | —        | 30        | 1         |
| Fenerbahçe             | 2021–22             | Süper Lig           | 28           | 2            | 1            | 0            | —             | —             | 9        | 1        | 38        | 3         |
| Fenerbahçe             | 2022–23             | Süper Lig           | 31           | 3            | 6            | 1            | —             | —             | 10       | 0        | 47        | 4         |
| Fenerbahçe             | 2023–24             | Süper Lig           | 37           | 1            | 2            | 0            | —             | —             | 12       | 2        | 51        | 3         |
| Fenerbahçe             | 2024–25             | Süper Lig           | 2            | 0            | 0            | 0            | —             | —             | 3        | 1        | 5         | 1         |
| Fenerbahçe             | Tổng cộng           | Tổng cộng           | 148          | 11           | 22           | 3            | 0             | 0             | 34       | 4        | 204       | 18        |
| Brighton & Hove Albion | 2024–25             | Premier League      | 0            | 0            | 0            | 0            | 0             | 0             | —        | —        | 0         | 0         |
| Tổng cộng sự nghiệp    | Tổng cộng sự nghiệp | Tổng cộng sự nghiệp | 209          | 22           | 31           | 3            | 0             | 0             | 32       | 4        | 271       | 30        |

1. ↑  Bao gồm KNVB Cup, Cúp bóng đá Thổ Nhĩ Kỳ và FA Cup
2. ↑  Bao gồm EFL Cup
3. ↑  Ra sân bảy lần tại UEFA Europa League, ra sân hai lần và ghi một bàn tại UEFA Conference League
4. ↑  Ra sân hai lần tại UEFA Champions League, ra sân tám lần tại UEFA Europa League
5. ↑  Ra sân tại UEFA Europa Conference League
6. ↑  Ra sân tại UEFA Champions League

### Quốc tế
Tính đến 6 tháng 7 năm 2024
| Đội tuyển quốc gia | Năm       | Trận | Bàn |
| ------------------ | --------- | ---- | --- |
| Thổ Nhĩ Kỳ         | 2022      | 7    | 0   |
| Thổ Nhĩ Kỳ         | 2023      | 8    | 1   |
| Thổ Nhĩ Kỳ         | 2024      | 5    | 0   |
| Tổng cộng          | Tổng cộng | 20   | 1   |

Tỷ số và kết quả liệt kê bàn thắng của Thổ Nhĩ Kỳ được để trước, cột tỷ số cho biết tỷ số sau mỗi bàn thắng của Kadıoğlu.
| # | Ngày                 | Địa điểm                                   | Trận | Đối thủ | Bàn thắng | Kết quả | Giải đấu |
| - | -------------------- | ------------------------------------------ | ---- | ------- | --------- | ------- | -------- |
| 1 | 18 tháng 11 năm 2023 | Sân vận động Olympic (Berlin), Berlin, Đức | 14   | Đức     | 1–1       | 3–2     | Giao hữu |